# Sudão nos Jogos Olímpicos de Verão de 2008
O Sudão competiu nos Jogos Olímpicos de Verão de 2008, em Pequim, na China. Até 15 de abril de 2008, sete sudaneses haviam se qualificado para representar seu país em Pequim.
Os custos de transporte, treinamento e dos equipamentos dos atletas foram maioritariamente suportados pela embaixada britânica em Cartum e por doações de britânicos.

## Medalhas
| Atleta              | Esporte   | Evento          | Medalha |
| ------------------- | --------- | --------------- | ------- |
| Ismail Ahmed Ismail | Atletismo | 800 m masculino | Prata   |

## Desempenho

### Atletismo
| Atleta                | Prova                          | Eliminatórias | Eliminatórias | Semifinais  | Semifinais  | Final       | Final            |
| Atleta                | Prova                          | Tempo         | Pos.          | Tempo       | Pos.        | Tempo       | Pos.             |
| --------------------- | ------------------------------ | ------------- | ------------- | ----------- | ----------- | ----------- | ---------------- |
| Nagmeldin Ali Abubakr | 400 m masculino                | 47.12         | 50            | Não avançou | Não avançou | Não avançou | Não avançou      |
| Ismail Ahmed Ismail   | 800 m masculino                | 1:45.87       | 8 Q           | 1:44.91     | 2 Q         | 1:44.70     | Medalha de prata |
| Abubaker Kaki Khamis  | 800 m masculino                | 1:46.98       | 23 Q          | 1:49.19     | 24          | Não avançou | Não avançou      |
| Abdalla Abdelgadir    | 1500 m masculino               | 3:47.65       | 46            | Não avançou | Não avançou | Não avançou | Não avançou      |
| Nwal Eljack           | 400 m feminino                 | 52.77         | 30 Q          | 54.18       | 24          | Não avançou | Não avançou      |
| Muna Gabir            | 400 m com barreiras feminino   | 57.16         | 20            | Não avançou | Não avançou | Não avançou | Não avançou      |
| Muna Durka            | 3000 m com obstáculos feminino | 9:53.09       | 38            | Não avançou | Não avançou | Não avançou | Não avançou      |
| Yamile Aldama         | Salto triplo feminino          | NM            | -             | Não avançou | Não avançou | Não avançou | Não avançou      |

### Natação
| Atleta     | Prova                | Eliminatórias | Eliminatórias | Semifinal   | Semifinal   | Final       | Final       |
| Atleta     | Prova                | Tempo         | Pos.          | Tempo       | Pos.        | Tempo       | Pos.        |
| ---------- | -------------------- | ------------- | ------------- | ----------- | ----------- | ----------- | ----------- |
| Ahmed Adam | 50 m livre masculino | 30.12         | 93            | Não avançou | Não avançou | Não avançou | Não avançou |